# Алмаст (футбольный клуб, Ереван)
«Алмаст» (арм. Ֆուտբոլային ակումբ «Ալմաստ») — советский и армянский футбольный клуб из Еревана. Основан не позднее 1983 года.

## Достижения
- 19-е место в зональном турнире Второй низшей лиги СССР (1990).
- 8-е место в Первой лиге Армении (1992).
- Обладатель Кубка Армянской ССР (1989).